# Arenas Valley
Arenas Valley è un census-designated place della contea di Grant nel Nuovo Messico, negli Stati Uniti. La sua popolazione era di 1 813 abitanti al censimento del 2020. Arenas Valley ha avuto un ufficio postale dal 20 dicembre 1944 al 20 aprile 1987; possiede ancora un proprio ZIP code, 88022. Il centro abitato prende questo nome perché si trovava nella valle del Rio de Arenas.

## Geografia fisica
Secondo l'Ufficio del censimento degli Stati Uniti, ha una superficie totale di 4,07 mi² (10,54 km²).

## Società

### Evoluzione demografica
Secondo il censimento del 2020, la popolazione era di 1 813 abitanti.